# Television Broadcasts Limited
Television Broadcasts Limited (TVB, 電視廣播有限公司) — одна из двух свободно вещающих телекомпаний Гонконга (другой является главный конкурент TVB — Asia Television Limited). Первая беспроводная коммерческая телестанция Гонконга (начала вещание в 1967 году), один из крупнейших в мире производителей китайских телепрограмм. Кроме того, Television Broadcasts Limited контролирует оператора платного телевидения TVB Network Vision. Котируется на Гонконгской фондовой бирже (SEHK: 0511). Штаб-квартира Television Broadcasts Limited расположена в районе Чёнкуаньоу, округ Сайкун (огромный офисно-студийный комплекс TVB City открылся в 2003 году), новый студийный комплекс — на Тайване. В компании занято более 4,6 тыс. сотрудников.
Television Broadcasts Limited управляет пятью цифровыми свободными каналами: TVB Jade, HD Jade, J2 и iNews на китайском, TVB Pearl на английском. 
TVB Network Vision управляет платными каналами, в том числе TVB Window, TVB Entertainment News, TVBN, TVBN 2, TVB Drama 1, TVB Drama 2, TVB Classic, TVB Lifestyle, TVB Lifestyle 2, TVB Kids, TVB Good Show, TVBM, TVB Mainland News, TVB Movies. 
TVBI отвечает за международный бизнес группы и управляет следующими компаниями: TVBC в Китае (совместное предприятие с China Media Capital и Shanghai Media Group); TVBS на Тайване (совместное предприятие с Era Television, кабельные каналы TVBS News, TVBS и TVB Entertainment, а также телеканал TVB8); TVB (USA) Inc в США; The Chinese Channel (или TVB Europe) в Великобритании; TVB (Australia) Pty. Ltd. в Австралии, которые управляют спутниковыми каналами в своих странах. 
Официальным сайтом Television Broadcasts Limited является запущенный в 2000 году tvb.com — один из самых популярных сайтов Гонконга.
Одним из основателей и совладельцев Television Broadcasts Limited был известный гонконгский киномагнат Шао Ифу. В 1988 году TVB построила новый студийный комплекс, модернизировав старые павильоны кинокомпании Shaw Brothers (теперь он используется кинокомпанией Celestial Pictures). Television Broadcasts Limited производит многочисленные сериалы и шоу, в том числе конкурсы красоты Miss Hong Kong и Miss Chinese International, а также TVB Music Awards — самое значимое событие в мире кантопопа. Именно TVB обязаны своей карьерой многие гонконгские звёзды кино и эстрады, в том числе Чоу Юньфат, Энди Лау, Тони Люн Чу Вай, Стивен Чоу , Адам Чэн, Шон Лау и Карина Лау.